# Valle de Lierp
Valle de Lierp – gmina w Hiszpanii, w prowincji Huesca, w Aragonii, o powierzchni 32,76 km². W 2011 roku gmina liczyła 64 mieszkańców.